# Federación Boliviana de Voleibol
La Federación Boliviana de Voleibol (FeBV), es una organización fundada el 10 de mayo de 1948, que rige la práctica del voleibol en Bolivia, siendo miembro de la Federación Internacional de Voleibol, la entidad es la encargada de organizar los campeonatos   nacionales de voleibol, masculino y femenino en el país.

## Especialidades deportivas
- Voleibol
- Voleibol de playa